# Мигори
Мигори (англ. Migori) — город в юго-западной части Кении, на территории провинции Ньянза. Административный центр одноимённого округа.

## География
Абсолютная высота — 1322 метра над уровнем моря. Расположен в 63 км к югу от города Кисии, в 22 км к северу от границы с Танзанией и в 50 км к востоку от озера Виктория. Соединён дорогой с заповедником Масаи-Мара, однако дорога находится в плохом состоянии.

## Население
По данным на 2013 год численность населения составляет 38 977 человек. Преобладающая этническая группа — луо.
Динамика численности населения города по годам:
| 1999   | 2013   |
| ------ | ------ |
| 31 644 | 38 977 |

## Экономика
В районе города осуществляется добыча золота.